# 李宏 (定襄郡公)
李宏（?—?），唐朝宗室，唐高祖的孙子，虢王李凤的第三子。
李宏被封为定襄郡公，在垂拱年间官至曹州（今山东省菏泽市）刺史。李宏的大哥平阳郡王李翼之子李㝢嗣虢王，无子，爵位不传。神龙初年，唐中宗封李宏的儿子李邕为嗣虢王。

## 子孙
- 子：李邕，中宗神龙元年袭封嗣虢王。开元十五年卒
  - 孙：李巨，嗣虢王
    - 曾孙：李则之，嗣虢王

  - 孙：李承昭，豳国公、昭义军节度使、检校吏部尚书
    - 曾孙：李宗之，循王府长史
    - 曾孙：李徵，太仆寺主簿
    - 曾孙：李应，榆次令
      - 玄孙：李简初，泗州临淮县丞[1]

    - 曾孙：李润之

  - 孙：李承晊，汉州刺史。
    - 曾孙：李望之，大理评事、赠工部侍郎
      - 玄孙：李济，字恕躬，宗正少卿上柱国赐紫金鱼袋。娶刘德威六世孙京兆府华原县令刘偃女[2]
        - 来孙九人：右司御率府仓曹参军李同辰、李同师、李同赞、李同玄、李同行、李同文、李同泰、李同宾、李同证